# Félix d'Hérelle
 (juin 2019).
 (décembre 2020).
Améliorez-le ou discutez des points à vérifier. 
Félix d’Hérelle est un biologiste français, né à Paris le 25 avril 1873 sous le nom Hubert Augustin Félix Haerens, et mort à Paris le 22 février 1949. Il est devenu célèbre comme spécialiste de microbiologie et des bactériophages pour avoir inventé la phagothérapie.

## Biographie
La vie de Félix d'Hérelle nous est connue dans de nombreux détails par son autobiographie qui était conservée à l'Institut Pasteur et qui sortit de l'oubli en 2017 lorsqu'elle fut publiée sous une forme légèrement abrégée par le Dr Alain Dublanchet. Elle a permis de corriger ce que l'article nécrologique publié par l'Institut Pasteur en 1949 affirmait sur sa naissance à Montréal, sa jeunesse au Québec, sa venue en France à l'âge de six ans et ses études de médecine à Leyde. Il est probable que ce récit a été inventé par Félix d'Hérelle lui-même pour faire disparaître l'épisode de la désertion de l'armée française. Cela lui a été possible en changeant son nom Haerens en d'Hérelle au Québec, en 1899. L'autobiographie publiée en 2017 ne permet pas de préciser comment il s'est formé à la chimie et à la microbiologie.

### De sa naissance à Paris jusqu'à sa désertion de l'armée française
Félix d’Hérelle est né Hubert Augustin Félix Haerens le 25 avril 1873 à Paris, 47 rue de Berri (8e arrondissement), ainsi que l'indique son acte de naissance, et non au Québec comme l'indique l'Encyclopédie Britannica. Il est le fils d'Augustine Josèphe Haerens, rentière de 24 ans, et de père inconnu. Il a un frère Félix Daniel Haerens né le 26 novembre 1875, mort en 1938. Félix Haerens fit ses études à Paris au lycée Carnot et au lycée Louis-le-Grand. Il aurait étudié la médecine en Europe, mais on ignore où exactement, peut-être à l'université de Bonn.
À l'âge de 16 ans, ayant reçu en cadeau de sa mère une bicyclette, il part faire un tour des pays limitrophes de la France à vélo durant les vacances. Un an plus tard il emploie ses vacances à un voyage en Amérique du Sud et il passe brièvement par l'Argentine, le Paraguay et le Brésil. Puis il voyage en Europe mais l'emploi du temps qu'il donne dans son autobiographie coïncide difficilement avec le fait qu'il s'engage dans l'armée le 6 octobre 1893 et en déserte le 24 novembre 1894 pour une raison inconnue. Son frère, Daniel Haerens, s'engage dans l'armée française le 26 janvier 1894 et a fait les quatre années de son engagement. Durant cette période, il rencontre à Constantinople sa future femme, Marie Claire, âgée d'environ 16 ans qui l'a accompagné dans ses pérégrinations et lui a donné deux filles, Huberte et Marcelle d'Hérelle.

### Au Québec
Parti au Québec à l'âge de 24 ans, il y arrive le 17 juillet 1897. Il se monte un premier laboratoire de bactériologie puis accompagne une mission géologique au Labrador pour en assurer le suivi médical. Il fabrique du whisky à base de sirop d'érable à la demande du Ministre des Finances du Québec inquiet de la chute des cours du sirop d'érable. En 1899, sous le nom de Felix Hoerens, citoyen français, il dépose un brevet américain pour la fabrication d'une clef réglable un peu semblable à une clef à molette.
Il fonde une chocolaterie avec son frère Daniel en 1899 à Longueuil, au Québec, où il investit sa fortune personnelle. Dans les transactions et les actes passés à Longueuil sont utilisés les noms Haerens d'Hérelle, Haerens et d'Hérelle. «The Herelle's Chocolate Works» fait faillite en 1901. Augustine Haerens et Félix d'Hérelle, fils, doivent céder leurs biens au bénéfice des créanciers. À 27 ans, ruiné, marié et père de deux filles, il décide de se consacrer à la bactériologie et de suivre le cheminement de Pasteur : étudier successivement des fermentations, une maladie d'insecte, des maladies animales et enfin des maladies humaines.
En 1901, toujours à Longueuil, il publie un article en se présentant comme « chimiste », dans lequel il prétendait démontrer que les plantes fabriquaient le CO2 sans source originale. Ce sera son seul « essai » en chimie.

### Étude des fermentations
En 1902, il part pour le Guatemala, après y avoir obtenu un poste de microbiologiste. En plus des examens bactériologistes hospitaliers, il donne des cours et accomplit diverses missions dont la fabrication de whisky à partir de bananes fermentées puis distillées. On le charge aussi d'organiser des mesures prophylactiques lors d'une épidémie de fièvre jaune. Puis il étudie une maladie des caféiers d'origine mycologique qu'il traite en alcalinisant le sol après avoir constaté que les caféiers exposés à des cendres volcaniques étaient restés indemnes.
En 1907 d'Hérelle est invité par le Gouvernement du Mexique à venir étudier l'utilisation des résidus de défibrage du hennequen, l'agave qui sert à produire le sisal, pour en tirer de l'alcool. En avril 1909 il rentre à Paris pour faire fabriquer des appareils nécessaires à une distillerie industrielle décidée par le gouvernement mexicain et dépose un brevet sur la production massive en continu de levures. Pendant ce séjour parisien, il obtient de travailler comme assistant libre à l'Institut Pasteur où il étudie l'action inhibante des levures sur les staphylocoques. Revenu au Mexique en novembre avec ses appareils, d'Hérelle installe la distillerie et il décline une offre d'en devenir le directeur.

### Chasse aux sauterelles
Une nuée de sauterelles s'étant abattue sur le parc attenant à sa maison, d'Hérelle espère y trouver une maladie de sauterelles. Il y découvre effectivement un coccobacille dans l’intestin de sauterelles mortes et il en teste la létalité sur des sauterelles bien portantes. Puis le gouvernement mexicain lui demande de  s'occuper de la modernisation de la fabrication de la boisson alcoolisée locale, le pulque, produit lui aussi à partir d'un agave, et de l'exploitation du jus des agaves du désert.
Mais la tourmente révolutionnaire au Mexique et le besoin de repos le ramènent en France au printemps 1911 et il est de nouveau admis comme assistant libre à l'Institut Pasteur, où il fait la connaissance de Roux et Metchnikoff et où il étudie son coccobacille mexicain. Dès 1911 Roux publie à l'Académie des Sciences une note intitulée "Sur une épizootie de nature bactérienne sévissant sur les sauterelles au Mexique" qui expose les recherches de d'Hérelle.
Cette publication suscite l'intérêt du gouvernement argentin qui propose à d'Hérelle de venir en Argentine pour développer un procédé de lutte contre les sauterelles par propagation du coccobacille. D'Hérelle accepte d'y aller six mois chaque année. À son arrivée à Buenos Aires, d'Hérelle commence par exalter la virulence du coccobacille par des contaminations successives et sélectives de sauterelles en sauterelles, en contaminant à chaque nouveau passage uniquement avec les diarrhées des sauterelles les plus atteintes, selon la méthode des passages en série trouvée par Pasteur. Au bout de 11 transmissions il obtient une virulence élevée qui ne peut être augmentée par de nouveaux passages.
Le premier essai se fit dans la région de Santa Fe et fut un succès: les criquets d'une bande infestée avec le coccobacille moururent tandis que ceux d'une bande témoin non infestée muaient naturellement pour se transformer en sauterelles ailées. Le 16 janvier 1912 commencent les infestations massives par d'Hérelle qui se soldent par un succès : les vols de jeunes sauterelles disparaissent. De même d'Hérelle réussit à éliminer un autre acridien, dénommé localement "tucura", par des infestations bactériennes. En Argentine d'Hérelle remarque sur certaines de ses cultures bactériennes sur Boîte de Petri des taches claires où les bactéries ne se développent pas, mais il remet à plus tard l'étude de ces taches.
Durant ces années, d'Hérelle revient aussi à l'Institut Pasteur tous les 6 mois. Il y constate que des lapins naturellement insensibles à certaines maladies, telles le coccobacille des sauterelles ou le choléra, meurent cependant si on leur injecte le germe.
Deux ans après le début de son travail en Argentine, d'Hérelle se trouve pris dans une controverse politique où l'on reprochait au gouvernement de l'avoir fait venir, lui  un étranger, pour lutter contre des sauterelles alors que les invasions étaient devenues négligeables. Il réalise que ces invasions étaient la raison d'être de toute une partie de l'administration agricole, la "Defensa Agricola" qui ne peut se permettre de les voir éradiquer. D'Hérelle démissionne alors et rentre en France. Malgré cela la Colombie adopte à son tour son procédé.
De retour chez Pasteur à Paris, il est réclamé par l'Institut Pasteur d'Algérie pour une expérience de destruction de sauterelles locales. L'épizootie se déclare dans toutes les colonies qu'il infecte. Puis il est invité par la Turquie pour visiter la région de Smyrne et proposer un plan d'action biologique contre les sauterelles. Après un bref séjour en Corse il est rappelé à Paris fin juillet avec la guerre qui commence, et il rentre à Pasteur où il restera pendant toute la guerre en tant que chef du laboratoire des vaccins. Lorsqu'il a du temps il essaie de repérer des taches vierges dans d'autres cultures microbiennes que son coccobacille, mais en vain.
C'est alors, en 1915, que le gouvernement tunisien réclame son aide pour lutter contre une invasion de sauterelles à grande échelle. Il couvre le pays de centres d'infection des criquets. Le résultat fut spectaculaire: en 1916 il n'y eut pas d'invasion en Tunisie, l'épizootie déclenchée par d'Hérelle ayant détruit les sauterelles migratrices pendant l'hiver. Au contraire l'Égypte et la Tripolitaine connurent des invasions de sauterelles aussi fortes qu'en 1915. Quant au Maroc, où la méthode de d'Hérelle avait été utilisée de manière limitée en 1915, les vols de sauterelles continuaient à souffrir de l'épizootie en 1916. Au début de l'été 1915, rentré à Tunis une quinzaine de jours pour étudier ses taches vierges, il conjecture qu'elles sont causées par un virus dont il se demande s'il ne pourrait pas être la cause réelle de la mort des criquets qu'il infecte avec le coccobacille.

### Découverte du bactériophage
Revenu à Paris en juillet 1915 Félix d'Hérelle est chargé d'étudier une épidémie de dysenterie qui sévissait sur un escadron de dragons. Il reproduit avec les selles des malades une expérience qu'il avait faite avec les sauterelles:  il filtre sur bougie de porcelaine une émulsion de selles dysentériques dans du bouillon, ce qui élimine les bacilles dysentériques, puis mélange le filtrat avec une culture de bacilles dysentériques. Après quelques heures d'incubation à 37 °C, il en étale une partie sur la gélose d'une boîte de Petri et d'autre part fait ingérer quelques gouttes par des lapins. Les lapins restèrent en bonne santé et à deux reprises il trouve des taches vierges sur la gélose. Sans bien comprendre le phénomène des taches vierges, d'Hérelle réussit de temps en temps à le reproduire. Jusqu'à ce qu'il réalise en septembre 1915 que c'est toujours en utilisant le filtrat de la dernière selle avant convalescence naturelle qu'il obtenait des taches vierges.
Jusque-là il avait cru que la cause de ces taches était liée à la maladie ou en était l'origine, mais il réalise que la cause des taches est peut-être liée au contraire à la guérison. Il décide alors de reproduire quotidiennement l'expérience avec les selles d'une malade, ensemençant chaque jour une culture de bacilles bien trouble avec du filtrat du malade. Le quatrième c'est la révélation : alors que la culture témoin est toujours aussi trouble que la veille, la culture trouble ensemencée la veille est d'une limpidité parfaite. En un éclair, rapporte d'Hérelle, il comprit qu'il avait découvert un virus qui détruisait les bactéries et provoquait la guérison. Il courut à l'hôpital et on lui confirma la guérison de la malade.
D'Hérelle vérifie ensuite qu'il peut transmettre le virus par repiquage d'une culture clarifiée dans une culture trouble. Puis il démontre la nature corpusculaire de la cause de la clarification en procédant à des dilutions élevées, et en répartissant le produit de la dilution dans des tubes. À partir d'une certaine dilution, certains tubes ont perdu le pouvoir clarifiant et donc ne contiennent plus le principe actif alors que d'autres tubes le contiennent encore. Il en déduit la nature corpusculaire du principe actif, qu'il nomme bactériophage. En effet s'il s'était agi d'une substance soluble, celle-ci aurait été présente également dans tous les tubes.
Il procède aussi à une autre expérience. Il réalise des dilutions d'une culture de bactériophages de 1 pour 10, 100, 1000, etc., les mélange avec une culture de bacilles, puis il étale une goutte de chaque dilution sur une boîte de Petri différente. Après quelques heures les boîtes à faible dilution sont totalement transparentes, tous les bacilles ayant été éliminés par les bactériophages. Mais aux dilutions plus importantes on voit seulement quelques taches transparentes sur la gélose, chaque tache transparente correspondant à la multiplication d'un unique bactériophage dans la culture de bacilles.
Félix d'Hérelle multiplie alors les expériences pour caractériser les propriétés du bactériophage, expériences dont il publiera les résultats dans un volume de 550 pages en 1926: "Le Bactériophage et son Comportement" chez Masson et Cie. Il constate notamment que les bactériophages sont extrêmement petits, restent en vie en l'absence de leur bactérie hôte, que certains peuvent être adaptés pour devenir actifs sur une bactérie sur laquelle ils n'avaient pas d'activité, que ce pouvoir d'adaptation est maximal avec le bactériophage qui vient d'être prélevé mais va diminuant dans les cultures en série au laboratoire, et que la grande majorité des bactériophages possèdent le pouvoir d'attaquer les colibacilles, que les bactériophages sont sensibles à la chaleur, et que selon la race ils sont tués de 52 °C à 80 °C, que certains sont plus ou moins sensibles aux agents chimiques (sensibilité que l'on peut diminuer par adaptation successive, tout comme la sensibilité à la température), et que selon leurs races leurs tailles peuvent varier considérablement.
D'Hérelle en conclut à la possibilité d’utiliser ce « microbe invisible » pour combattre toutes les épidémies. En septembre 1917, juste deux ans après avoir isolé le premier bactériophage des selles d'un dysentérique, d'Hérelle présente à l'Académie des Sciences sa découverte des virus bactériophages dans une courte note énonçant les principales caractéristiques du bactériophage, ainsi que sa théorie de la guérison et ses conséquences sur le traitement des maladies infectieuses: « Sur un microbe invisible antagoniste des bacilles dysentériques,, ». Cet article développe la même expérience de lyse de bactéries de la dysenterie mais de manière plus précise et surtout plus orientée vers les applications thérapeutiques, ce qui permet d'affirmer que si Twort a découvert les bactériophages, c'est d'Hérelle qui a découvert la phagothérapie.
Jusqu'en 1920 d'Hérelle sera le seul à étudier le sujet, et il publiera une dizaine de notes scientifiques. C'est aussi durant cette période qu'il initie George Eliava à ses découvertes.
Au printemps 1918 toute la famille part à la campagne près de Meulan pour y passer l'été. Une épidémie de dysenterie sévissant dans la région en août, d'Hérelle constate que les bactériophages accompagnent comme prévu la guérison des malades, mais il note aussi que ces mêmes bactériophages se retrouvent dans les selles des personnes proches des malades. Autrement dit le malade dissémine les germes, mais aussi le principe de guérison. Un convalescent devient donc un foyer de guérison et de prophylaxie.

### Epizooties
,La guerre finie, début 1919 d'Hérelle continue d'appliquer son programme: après avoir étudié les levures puis les maladies d'insectes, il s'intéresse aux épizooties de vertébrés. Le gouvernement ayant demandé à l'Institut Pasteur d'étudier un moyen de combattre les campagnols, d'Hérelle se saisit du problème et constate qu'une Salmonelle est toujours mortelle lorsqu'elle infecte les campagnols sans pour autant être contagieuse. Il procède alors à des infestations des populations de campagnols au moyen d'appâts contaminés par la salmonelle et le succès est total.
Puis il s'attaque à une épizootie de Salmonella Gallinarum, sorte de typhose aviaire extrêmement contagieuse, qui affectait les volailles dans l'Est du pays. Toutes les poules malades succombaient sans exception. Après plusieurs semaines de recherche il trouve une poule qui contrairement aux autres entame une phase de guérison. Il recueille les déjections de la poule puis la relâche volontairement dans la basse-cour. Comme il s'y attendait l'effet fut immédiat: une seule poule tomba malade puis guérit. Les autres échappèrent à la maladie et leurs déjections contenaient le même bactériophage que ceux de la poule guérie. Il guérit ainsi des centaines de poules puis protège les poulaillers en mettant des bactériophages dans la boisson des volailles.
Après cette expérience réussie, Félix d'Hérelle entreprend de soigner des patients humains. Le premier patient guéri de la dysenterie par phagothérapie le sera en août 1919. Il avait d'abord fallu convaincre le Chef de Service à l'Hôpital des Enfants Malades de l’innocuité du procédé. Pour cela d'Hérelle avale en sa présence une dose cent fois supérieure à celle qu'il se proposait d'utiliser sur le patient. Les internes présents réclamant aussi leur petit verre de bactériophage, même le Chef de Service goûte la préparation. Personne n'étant malade le lendemain, l'expérience est tentée sur le malade, puis sur trois autres. Dans chaque cas la guérison arriva dans les 24 heures.
Progressivement la méthode retint l'attention et en 1924 l'Institut Oswaldo Cruz de Rio de Janeiro publia les résultats du premier traitement à grande échelle au Brésil (10 000 boîtes distribuées aux hôpitaux et médecins) dans le Compte-rendu des séances de la Société de Biologie et de ses filiales: il n'y eut que deux échecs recensés et le traitement phagique devint immédiatement d'un usage courant. Des centaines de milliers de cas de dysenterie furent traités depuis, avec un résultat constant.
C'est à l'occasion du traitement de la dysenterie que d'Hérelle eut l'idée de fabriquer des cocktails de bactériophage réunissant des souches de phages actifs sur des espèces différentes de bactéries responsables de la dysenterie ou de maladies proches. Il conçoit ainsi son premier cocktail, l'Intesti-phage. Plus tard viendra le Pyo-phage pour les affections purulentes.
En 1920, d'Hérelle part en Indochine, pour étudier la barbone du buffle, une sorte de peste du buffle asiatique, à la demande de Yersin, le Directeur des Instituts Pasteur d'Indochine. Il développe alors une technique d'immunisation des buffles par injection de bactériophages qu'il a sélectionnés dans les excréments d'animaux qui avaient survécu à la maladie. Il injecte aux animaux en sous-cutané 1/4 cm3 de culture de bactériophages. Il remarque que l'immunisation fonctionne d'autant mieux que l'animal n'est pas trop vieux. Il côtoie aussi de nombreux cas de choléra, mais note que contrairement aux statistiques officielle, jamais un patient ne guérit: en effet ceux qui ont été guéris voient bien leur diarrhée s'arrêter et leur état s'améliorer temporairement mais ils succombent quelques jours plus tard en état d'urémie et de dyspnée. Impossible donc de rechercher un bactériophage.
En Annam il constate que les crottes de rats vivants dans les villages subissant une poussée de peste ou soumis à la peste de manière endémique contenaient abondance de bactériophages fortement virulents pour le bacille pesteux, ce qui n'était pas le cas dans les villages épargnés depuis plusieurs années. Il utilise ces bactériophages pour faire traiter 5 malades de la peste par injection d'un centimètre cube par voie intraveineuse, mais les autorités sanitaires interviennent à l'instigation de l'Institut Pasteur et exigent que soit aussi injecté aux patients du sérum anti-pesteux, ce qui enlève tout intérêt à l'expérience.
Après une année en Indochine, d'Hérelle rentre à Paris où les rapports avec le nouveau sous-directeur de l'Institut Pasteur, Calmette, sont rapidement tendus, car d'Hérelle critique le BCG développé par Calmette, et il se retrouve sans laboratoire. Il rédige alors son ouvrage Le bactériophage, son rôle dans l'Immunité, et profite d'une absence de Calmette pour obtenir d'Emile Roux, le Directeur de l'Institut Pasteur, la permission de le publier en 1921 dans la collection des Monographies de l'Institut Pasteur, chez Masson.

### La peste
D'Hérelle quitte alors Pasteur en 1921 pour l'Université de Leyde en Hollande où il côtoie Einstein. Celle-ci lui accordera un doctorat en médecine honoris causa. Les Hollandais lui décerneront aussi la médaille Leeuwenhoek. Après deux années à Leyde il reçoit l'appui de Roux pour un poste de Directeur du laboratoire de bactériologie du service quarantenaire d'Égypte, poste qui l'intéresse par l'opportunité d'étudier des cas de peste et de choléra et qu'il occupe à partir de mai 1924. Il s'agit principalement d'autopsier les cadavres éventuels, et d'organiser les mesures sanitaires. À défaut de peste et de choléra, il traite de nombreux cas de dysenterie bacillaire par bactériophagie. Toujours faute de peste et de choléra, il continue des études qu'il avait entreprises dans son laboratoire de Pasteur sur la cause de certaines tumeurs et sur la recherche de bactériophages actifs sur la tuberculose. Enfin il fait de nouvelles observations sur le paludisme complétant ce qu'il avait déjà constaté en Argentine: la présence de mélilot ou leur introduction faisait disparaître le paludisme.
Il décide alors de se rapprocher des foyers naturels de peste et de choléra en partant pour l'Inde, d'abord pour deux mois à l'invitation du Directeur de l'Institut de la Peste à Bombay, le lieutenant-colonel médecin Morrison. Il y apprend qu'à la sortie de l'hiver les rats sont immuns contre la peste pour 70 % d'entre eux mais que cette proportion monte ensuite pour atteindre 100 % l'été. Il en déduit que les rats qui arrivent à l'été soit sont âgés de plus d'un an, soit sont nés pendant l'hiver, ont contracté la maladie et lui ont survécu. Il explique leur guérison par le fait que les rats de plus d'un an sont immunisés par la présence de bactériophages dans leur intestin, immunité qui se transmet ensuite aux jeunes par contagion. Il obtient du Chef du Service Médical de l'Inde une mission d'étude sur le choléra pour l'année suivante et rentre en Égypte au moment où des cas de peste y étaient signalés.
À son arrivée à Alexandrie Félix d'Hérelle est confronté aux premiers cas de peste. Il vérifie la destruction in vitro des bacilles par des bactériophages obtenus 6 ans auparavant en Indochine sur des rats de l'Annam, puis il traite ses deux premiers malades par injection dans les bubons d'un total d'un centimètre cube de culture de phages par patient, auparavant filtrée pour éliminer tout reste bactérien. Les deux malades guérissent dès le lendemain et les bubons disparaissent en quelques jours. Par la suite tous les malades ainsi traités au lazaret d'Alexandrie guérirent. Plus tard, confronté à une maladie des bédouins ressemblant à la peste mais de plus en plus bénigne au fur et à mesure de sa diffusion, d'Hérelle fait des tests sur les malades guéris et constate qu'il s'agit bien du bacille de la peste. La contamination concernant des populations bédouines de milieux désertiques où les rats sont absents, mais les gens sont couverts de puces et dorment ensemble sous la tente, il en déduit l'hypothèse que la contamination d'homme à homme ou par l'intermédiaire des puces humaines affaiblit la virulence du bacille.

### Le choléra
En 1927 il reçoit son ordre de mission pour aller étudier dans l'Inde "le comportement du bactériophage en relation avec le choléra". À Calcutta il remarque que la mortalité de l'hôpital européen où les malades sont en chambres individuelles est de 86 %, celle de l'école de médecine, aux dortoirs spacieux et bien tenus, de 42 % et celle de l'hôpital pour les pauvres de 27 %. Comment l'expliquer, sinon par une contagion facile de la guérison par les bactériophages dans le dernier établissement ? Un peu plus tard il remarque que de manière générale la mortalité des cholériques diminue parmi les malades au fur et à mesure de la progression de l'épidémie, passant de 80 % à 40 % de décès. Suit alors un travail acharné où il isole 252 vibrions (bactéries du choléra) et 182 bactériophages qui demande plus de trois mille cultures.
Dès le premier jour à Calcutta, d'Hérelle examine les selles de trois malades dont les symptômes régressaient et en isole des bactériophages qui provoquaient in vitro une rapide dissolution des vibrions, et avec lesquels il prépare des cultures qu'il conserve dans des ampoules scellées. Bien lui en prit car la troisième nuit de son séjour à Calcutta il est saisi de coliques avec selles diarrhéiques. Il avale immédiatement 5 cm3 de la culture de bactériophages et les symptômes disparaissent dans la nuit. Ayant gardé un échantillon de ses selles de la nuit, il y isole le vibrion typique du choléra. D'Hérelle est ainsi le premier à avoir bénéficié du traitement du choléra par le bactériophage.
Continuant ses recherches, il vérifie que les cas de guérisons spontanées sont tous accompagnés de la présence de bactériophages virulents dans les selles. Lorsque la maladie était de longue durée, on trouvait dans les selles des bactériophages de virulence faible au début mais qui devenaient de plus en plus virulents jusqu'à atteindre une virulence élevée au moment de la guérison. Puis il commence à étudier l'évolution de la maladie lorsque la guérison est provoquée par le traitement bactériophagique. Il traite ainsi 16 cas par ingestion de 2 cm3 de culture de bactériophage. Les 16 guérirent y compris les deux cas de rechute inclus dans le groupe traité, rechutes toujours mortelles dans les conditions naturelles.
Félix d'Hérelle part alors pour Lahore où débute une épidémie de choléra qui se produit tous les douze ans à cause du pèlerinage de Hardware, là où le Gange, fleuve sacré, sort de l'Himalaya. Ce sont les pèlerins du delta du Gange, où le choléra est endémique, qui introduisent les germes cholériques dans le grand rassemblement de 600 000 Hindous. D'Hérelle entame alors à Lahore les expériences de traitement ainsi qu'une étude épidémiologique. Il identifie trois sources de contamination: les puits, les mouches et la promiscuité familiale. Il démontre que la guérison naturelle se fait de même par contamination, avec la dissémination de bactériophages virulents.
Deux ou trois jours après l'apparition de bactériophages virulents dans un puits contaminé par des vibrions du choléra apparaissent aussi des vibrions atypiques atteints de bactériophagie chronique. Ces germes atypiques proviennent de convalescents. Puis les bactériophages hyper-virulents sont remplacés par des bactériophages atténués qui maintiennent une bactériophagie chronique chez les vibrions atypiques. Tout individu porteur de vibrions atypiques est donc aussi porteur chronique de bactériophages, donc dans un état réfractaire au choléra et donc aussi facteur de propagation de cet état réfractaire par contamination des autres individus avec des vibrions atypiques. D'Hérelle applique cette découverte pour traiter les villages selon deux méthodes différentes.
Soit il traite un grand nombre de malades avec des bactériophages hyper-virulents. Le traitement par ingestion de bactériophages est alors donné un premier jour au maximum de malades qui l'acceptent. Et le lendemain le traitement est à nouveau proposé, uniquement à chaque nouveau cas qui s'est déclaré depuis la veille. Tous ces malades produisant alors eux-mêmes des bactériophage hyper-virulents pendant leur convalescence, ils deviennent un facteur de guérison pour leur entourage. Dans tous ces villages, il détecte des bactériophages hyper-virulents dans les puis dans les 3 jours qui suivent le premier jour de traitement, et l'épidémie s'arrête brusquement.
Soit il traite les puits en y versant 50 cm3 de culture de bactériophages hyper-virulents et le résultat est identique: l'épidémie s'arrête dès le lendemain ou le surlendemain.
La méthode sera ensuite largement utilisée en Inde après une expérience de prophylaxie sur grande échelle en 1929 où un district traité était comparé à un district témoin non traité, tous deux ayant habituellement un nombre de morts comparables, de 500 à 3000 selon les années. Durant les trois années qui suivirent, le choléra fut virtuellement éradiqué dans le district traité qui connut dix fois moins de décès que le district témoin, la plupart des décès étant de plus imputables à des individus arrivant de districts voisins contaminés.

### De l'Amérique à l'URSS
Pendant son séjour en Inde Félix d'Hérelle reçoit de l'Université de Yale aux États-Unis l'offre d'une chaire de Protobiologie, comme on appelait à l'époque la science des virus infra-visibles au microscope. Il rentre alors trois mois en Égypte pour y transmettre son service puis regagne Paris. Il y fonde le Laboratoire du Bactériophage avec un financement des laboratoires Robert et Carrière. En effet, d'Hérelle avait noté dans les années précédentes que les bactériophagiques commercialisés depuis quelques années en France, en Allemagne et en Amérique étaient de peu de valeur, avec des bactériophages ni assez puissants, ni assez polyvalents, voire sans bactériophages détectables. Ce sera une affaire malheureuse, qui se soldera par un procès un an plus tard car l'entreprise ne respectera pas son engagement de faire viser ses publicités par d'Hérelle avant de les publier. L'affaire ira en Cassation et d'Hérelle sera débouté.
D'Hérelle rejoint donc l'Université de Yale en 1928. Il y poursuit des recherches théoriques sur la bactériophagie chronique. Il en profite pour donner des conférences, les Harben Lectures, sous les auspices de l'Institut Rockefeller et les Lane Lectures de l'Université de Stanford, puis ce sont des conférences à Los Angeles et Seattle. À Yale, d'Hérelle entre en conflit au sujet de la direction de ses recherches et de ses besoins de financement.
En 1931, à Paris, il va critiquer André Gratia, chercheur belge, au sujet de l'identité du phénomène de Twort avec ses bactériophages,. Il a exigé que les Annales de l'institut Pasteur publient sa réponse à André Gartia en novembre. Frederick Twort est intervenu dans ce conflit en affirmant qu'il avait découvert le bactériophage.
Curieux de découvrir le régime soviétique, et désabusé par l'Amérique en pleine dépression, d'Hérelle se fait inviter par la République Socialiste Soviétique de Géorgie à l'instigation de George Eliava (1892-1937) qui avait été son élève à Pasteur. Il rejoint Tiflis (actuellement appelée Tbilissi) en Géorgie en novembre 1933 pour n'y rester que quelques mois de découverte. Il rentre en France en avril 1934 puis revient à Tiflis en octobre et y travaille avec Eliava au sein de l'Institut Bactériologique du Commissariat de la Santé du Peuple. Il y rédige son ouvrage Le phénomène de la guérison des maladies infectieuses, publié chez Masson & Cie. Il participe à la conception de ce qui deviendra l'Institut George Eliava chargé à la fois de l'étude de la phagothérapie et de la fabrication de préparations bactériophagiques pour l'ensemble de l'Union Soviétique. Revenu en France fin 1935 avec l'idée de revenir en Géorgie plus tard, il doit abandonner ce projet lorsque son visa n'est pas renouvelé par l'Ambassade de Russie. Il apprendra plus tard que durant une des grandes purges staliniennes, George Eliava est arrêté, suivi par sa femme un peu plus tard, puis fusillé en 1936 pour avoir « tenté d’empoisonner un puits avec des bactériophages », pour espionnage au profit de la France et empoisonnement de vaccins.[réf. nécessaire]
À Paris, d'Hérelle fonde en 1933 un laboratoire privé, le « Laboratoire du bacteriophage », rue Olivier-de-Serre, en association avec Nicolas Boulgakov, le découvreur du phage φX174 et frère de Mikhaïl Boulgakov, l’auteur de littérature fantastique.[réf. nécessaire]
Pendant la Seconde Guerre mondiale, Félix d'Hérelle se retire à la campagne avec sa famille durant la drôle de guerre, puis demeure à Vichy. Le Laboratoire du Bactériophage fut réquisitionné par les Allemands. Après la guerre, il rejoint Paris à l'automne 1945, retrouve avec plaisir son laboratoire, rédige ses mémoires, ainsi qu'un ouvrage intitulé La Valeur de l'expérience qui n'a jamais été publié. En 1946, il fait publier à Lausanne par son ami Paul Hauduroy un ouvrage de vulgarisation sur le choléra. En 1946, il perd sa fidèle épouse, compagne imperturbable et stoïque de ses aventures. Il reprend des relations avec l'Institut Pasteur où il donne des conférences en 1947, ainsi qu'à la Société des chirurgiens de Paris à la demande de son élève, le chirurgien André Raiga-Clémenceau.[réf. nécessaire]
Il meurt oublié en 1949 d'un cancer du pancréas, acceptant ce calvaire avec philosophie et indifférence, un peu avant Frederick Twort. Il est enterré à Saint-Mards-en-Othe (Aube) dans le caveau familial.[réf. nécessaire]

## Bactériophages
La paternité de la découverte des bactériophages est souvent disputée entre Frederick Twort et Félix d'Hérelle. La publication de Twort dans The Lancet en 1915 est toutefois très différente de celle de Félix d'Hérelle en 1917.
Twort se demande en effet s'il ne s'agirait pas : 1) d'une petite bactérie (« minute bacterium »), 2) d'une enzyme libérée (car l'ultra-virus est inactivé dès 60 °C) ou même 3) d'amibes liées à la bactérie car, logiquement, il constate que l'ultravirus ne se développe plus après avoir fait disparaître la bactérie mais qu'il reste actif environ 6 mois. Comme le virus ne se développe qu'en présence de la bactérie, Twort se demande carrément si ses « virus ultra-microscopiques » ne proviendraient pas tout simplement de la bactérie elle-même, qui produirait ses propres moyens de destruction spécifiques (hypothèse qui serait dans la ligne polymorphique d'Antoine Béchamp et de Jules Tissot, ce qui expliquerait élégamment la spécificité des phages…) : « If it is part of the micrococcus it must be either a stage in its life-history… or an enzyme secreted by the micrococcus which leads to its own destruction… ».
À la recherche de virus non pathogènes, Twort a d'abord passé différents prélèvements (paille, étangs, foin, bouses, terreau, etc.) par des filtres éliminant les bactéries et ne pouvant laisser passer que des virus "ultra microscopiques" (selon ses termes). Puis il a essayé de cultiver le filtrat sur plusieurs centaines de supports (« media »). Dans son article, Twort précise qu'il a obtenu des résultats intéressants avec des cultures réalisées sur de la vaccine, une sorte de variole bovine, (« Some interesting results, however, were obtained with cultivations from glycerinated calf vaccinia. »), ce qui n'est pas très clair, sauf à comprendre qu'il attribue la vaccine à des micrococci. Sur certaines de ces préparations il a obtenu des aires vitreuses en 24 h à 37 °C avec ses filtrats naturels et il constate que celles des cultures où croissent des micrococci deviennent vitreuses et transparentes si on les conserve. De plus il remarque que le phénomène est contagieux et contamine une culture de micrococci isolé de la vaccine qui entre en contact avec une culture du même micrococci en phase de vitrification. Avait-il trouvé des virophages, ? Il parle de « micrococci » obtenus à partir de sa préparation de vaccine (« micrococci obtained from vaccinia ») ce qui rend les choses confuses. Ses aires vitreuses viennent-elles seulement de la destruction des micrococci ? La conclusion de Gratia et Jaumain paraît donc sujette à caution : il ne s'agit pas tout à fait du même phénomène ni de la même expérience. Il paraît plus probable que Félix d'Hérelle ait été influencé par l'étude de Hankin, M.E., L'action bactéricide des eaux de la Jumna et du Gange sur le microbe du choléra. Annales de l'Institut Pasteur, 1896.10 : p. 511-23, parue avant le départ de d'Hérelle au Québec.
L'isolement des bactériophages par d'Hérelle fonctionne ainsi :
- un substrat alimentaire est atteint par des bactéries ; ce milieu devient opaque ;
- les bactéries sont atteintes par des bactériophages spécifiques et produisent de nouveaux bactériophages, de sorte que le substrat s'éclaircit ;
- le substrat est filtré sur porcelaine, retenant les bactéries et d'autres éléments de grande taille. Seuls les bactériophages plus petits le traversent.

Comment le bactériophage détruit-il la bactérie ? Pour d'Hérelle le bactériophage agit au moyen de ferments spécifiques capables d'attaquer une cellule vivante, qu'il nomme lysases.
Selon d'Hérelle, le bactériophage est un être vivant car il a la faculté de se multiplier, de s'adapter aux conditions adverses du milieu, mais il garde son individualité, c'est-à-dire des caractères propres à chaque individu.
Dans le monde occidental, le bactériophage a été supplanté par les antibiotiques, mais il est encore utilisé pour identifier les souches bactériennes et, de plus en plus, pour sa capacité de détourner l’ADN des bactéries qu’il attaque : sa capacité de recombiner les séquences d'ADN en fait un outil précieux du génie génétique. On s’y intéresse de nouveau aussi dans le contexte de la résistance de plus en plus grande des bactéries aux antibiotiques, dans le cadre de la nouvelle phagothérapie.
Dans la sphère d'influence de la Russie, les préparations bactériophagiques sont couramment utilisées comme moyen de première ligne peu coûteux pour lutter contre les infections et les épidémies et on les obtient sans ordonnance en pharmacie. Ainsi en 2019 la Russie a lancé une campagne de prévention et de lutte contre les épidémies conséquences des inondations périodiques dans la région de l'Altaï en distribuant 2200 boîtes de bactériophagiques. Dans ces pays, le bactériophage est aussi un moyen de compléter les traitements antibiotiques notamment face à des germes résistant aux antibiotiques: en Géorgie, l'« Institut George Eliava du bactériophage, de microbiologie et de virologie » s'est spécialisé dans le traitement par phagothérapie, la recherche, et le développement de nouveaux cocktails phagiques.

## Hommages
Félix d'Hérelle a reçu les récompenses suivantes :
- médaille Leeuwenhoek
- docteur en médecine honoris causa de l'Université de Leyde
- médaille d'or de la Royal Society of Asia pour avoir vaincu le choléra
- médaille de l'Institut de médecine tropicale de Hambourg
- prix Petit-d'Ormoy de l'Académie des Sciences (1948)

Éloge du Colonel Acton J.M.S., Professeur à l'École de Médecine Tropicale de Calcutta en 1927 : "J'ai voulu me rendre compte, dit-il en substance, des résultats du traitement de la dysenterie par le bactériophage et j'ai traité un certain nombre de cas; j'ai constaté l'exactitude des conclusions de d'Hérelle. Pourtant, à mon grand regret, je dois dire que je considère que ce mode de traitement n'a aucune chance de se généraliser dans l'état actuel de l'exercice de la médecine : cette thérapeutique est trop facile, trop simple, et provoque une guérison trop rapide, pour s'accorder avec l'intérêt matériel du médecin praticien".
Une collection Félix-d’Hérelle comprenant 420 virus a été montée par Hans Wolfgang Ackermann, professeur à l’université Laval. En 2003, au moment de sa retraite, cette collection a été transférée à Sylvain Moineau, PhD, également professeur à l'Université Laval.
Le nom de Félix d’Hérelle s’est retrouvé, dans les années 1960, sur une liste publiée par la Fondation Nobel, qui comporte des noms de scientifiques qui auraient été dignes de remporter le prix du même nom, mais qui avaient été évincés pour une raison ou un autre.
L'avenue Félix-D'Hérelle, dans le 16e arrondissement de Paris, et la rue D'Hérelle du quartier Saint-Michel à Montréal sont nommées en son honneur. La place Hérelle à Longueuil a été établie à l'emplacement de la chocolaterie des frères Félix et Daniel d'Hérelle.
Le Centre de référence pour virus bactériens Félix d'Hérelle de l'Université Laval de Québec porte son nom.
Une famille de virus bactériophage, les Herelleviridae, est nommée en son honneur.

## Publications

### Journal d'agriculture tropicale
- Félix d'Hérelle, « Mœurs et exigences du vanillier », dans Journal d'agriculture tropicale, 30 juin 1902, no 12, p. 184-185 (lire en ligne)
- Félix d'Hérelle, ingénieur chimiste, « À propos des bananiers stériles », dans Journal d'agriculture tropicale, 30 novembre 1903, no 29, p. 349-350 (lire en ligne)
- Félix d'Hérelle, Sucre de banane, dans Journal d'agriculture tropicale, 31 décembre 1903, no 30, p. 378 (lire en ligne)
- Félix d'Hérelle, « Le bain salé, moyen pratique de trier les amandes de palmier », dans Journal d'agriculture tropicale, 30 janvier 1904, no 31, p. 24-25 (lire en ligne)
- Félix d'Hérelle, « Vigne et vin en Amérique centrale », dans Journal d'agriculture tropicale, 31 mars 1905, no 45, p. 93-94 (lire en ligne)
- Félix d'Hérelle, « Une enquête à faire sur le rendement des Bananes d'exportation », dans Journal d'agriculture tropicale, 30 avril 1905, no 46, p. 113-114 (lire en ligne)
- Félix-Hubert d'Hérelle, « Utilisation des résidus de la défibration des Agaves pour la production des alcools », dans Journal d'agriculture tropicale, 30 juin 1910, no 108, p. 161-167 (lire en ligne)
- Félix d'Hérelle, « L'alcool de Henequen », dans Journal d'agriculture tropicale, 31 juillet 1911, no 121, p. 219 (lire en ligne)
- Félix Hubert d'Hérelle, « Sur une épizootie de nature bactérienne sévissant sur les sauterelles du Mexique », dans Journal d'agriculture tropicale, 31 août 1911, no 122, p. 238-240 (lire en ligne)

### Annales de l'institut Pasteur
- Félix d'Hérelle, « Le coccobacille des sauterelles », dans Annales de l'Institut Pasteur, 28e année, mars 1914, no 3, p. 280-328, avril 1914, no 4, p. 387-407
- Félix d'Hérelle, « Le phénomène de Twort et la bactériophagie », dans Annales de l'Institut Pasteur, tome 48, septembre 1931, no 3, p. 241-244 (lire en ligne)

### Comptes rendus hebdomadaires de l'Académie des sciences
- Félix d'Hérelle, « Sur une épizootie de nature bactérienne sévissant sur les sauterelles au Mexique », dans Comptes rendus hebdomadaires des séances de l'Académie des sciences, 22 mai 1911, p. 1473-1415 (lire en ligne)
- Félix d'Hérelle, « Sur la propagation dans la République Argentine de l'épizootie des sauterelles du Mexique », dans Comptes rendus hebdomadaires des séances de l'Académie des sciences, 26 février 1912, tome 154, p. 623-625 (lire en ligne)
- Félix d'Hérelle, « Microbiologie - Sur un microbe invisible antagoniste des bacilles dysentériques », dans Comptes rendus hebdomadaires des séances de l'Académie des sciences, 10 septembre 1917, tome 165, p. 373-375 (lire en ligne)
- Félix d'Hérelle, « Le microbe bactériophage, agent d'immunité dans la peste et le barbone », dans Comptes rendus hebdomadaires des séances de l'Académie des sciences, 3 janvier 1921, tome 172, p. 99-10 (lire en ligne)

### Livres
- Félix d'Hérelle, Le bactériophage, son rôle dans l'immunité, Masson, Paris, 1921
- Félix Hubert d'Hérelle, Le Phénomène de la guérison dans les maladies infectieuses, Masson, Paris, 1938, 415p.

### Vidéo
- Jean Crépu, L'incroyable histoire des tueurs de bactéries Arte TV